# Dodington (Gloucestershire)
Dodington est une paroisse civile et un village du Gloucestershire, en Angleterre.